# Thirlmere
Il Thirlmere è un lago artificiale di 3,25 km² dell'Inghilterra nord-occidentale, situato nel Lake District National Park, nella contea della Cumbria.
Principali località situate nei pressi del lago sono il villaggio omonimo e il villaggio di Wythburn.

## Geografia
Il Thirlmere si trova tra il Lago Derwent (Derwent Water) e l'Ullswater (rispettivamente a sud-est del primo e ad ovest del secondo), a nord del Grasmere ed è situato ai piedi del monte Helvellyn.
Il lago ha una lunghezza di 6 km, larghezza massima di 0,78 km e una profondità di 158 piedi.
Nel lago sorge un'isola, Hawes How Island.

## Storia
In origine sorgevano nell'area due laghi. Il Thirlmere sorse alla fine del XIX secolo con la costruzione di una diga dell'altezza di 104 piedi da parte della Manchester City Corporation Waterworks nel 1889.
La costruzione della diga cancellò il villaggio di Armboth e gran parte del villaggio di Wythburn (di cui rimase in piedi solo la chiesa). I lavori terminarono nel 1925, quando fu completata la costruzione dell'acquedotto del Thirlmere, che giunse fino a Manchester.
Nel 1908, venne realizzata attorno al lago una foresta di abeti rossi e larici.